# River Moselle (London)
Der River Moselle ist ein Wasserlauf im London Borough of Haringey. Er entsteht aus verschiedenen Zuflüssen aus dem Bereich von Archway und Highgate und fließt durch Wood Green, Tottenham und Broadwater Farm nach Tottenham Hale, wo er in den River Lea mündet.
Der Name des Wasserlaufs steht nicht in Verbindung mit der Mosel (engl. Moselle), sondern leitet sich von Mosse Hill, einem der Quellgebiete des River Moselle in Haringey im heutigen District Muswell Hill her.
Der Wasserlauf verläuft heute zu mindestens 75 % unterirdisch. Nur im Bereich des Lordship Recreation Ground und des Tottenham Cemetery ist er an der Oberfläche sichtbar.
Im Bereich des Tottenham Cemetery gab es früher eine Quelle, deren Wasser als heilsam angesehen wurde, durch die zunehmende Wasserverschmutzung wurde diese aufgegeben. Im Bereich der High Road soll der Wasserlauf eine Breite von rund 4 m und eine Tiefe von 1,8 m gehabt haben. Eine Brücke in diesem Bereich wurde als Great Stone Bridge oder Lordship Bridge bezeichnet. Zunächst wurden 1836 Abschnitte an der White Hart Lane unter die Oberfläche verlegt, 1906 folgten weitere Teile an der High Road.
Die Verlegung unter die Oberfläche sollte gegen die häufigen Überflutungen durch den Wasserlauf helfen, dazu waren bereits früher zwei Ableitungen, darunter der Carbuncle Ditch, angelegt worden, doch bis in die 1960er Jahre hinein kam es weiterhin zu Überschwemmungen im Bereich der High Road, die dem River Moselle zugeschrieben werden. Die Aufgabe des Wasserlaufes ist es, Oberflächenwasser aus dem Einzugsgebiet seines Laufes aufzunehmen, doch geht man von einer großen Zahl von illegal angelegten Zuleitungen aus, durch die ungeklärte Abwässer in den River Moselle gelangen.